# Sarcophaga parasurcoufi
Sarcophaga parasurcoufi är en tvåvingeart som beskrevs av Zumpt 1972. Sarcophaga parasurcoufi ingår i släktet Sarcophaga och familjen köttflugor. Inga underarter finns listade i Catalogue of Life.